# Maria Caterina Negri
Pour les articles homonymes, voir Negri.
Maria Caterina Negri (Bologne, 28 septembre 1704 - après 1744) est une cantatrice (contralto) italienne qui a créé de nombreux rôles dans des opéras (particulièrement de Haendel) au XVIIIe siècle. Elle a principalement interprété des rôles travestis (de personnages masculins) ou de femme guerrière telles que Bradamante.
Maria Caterina Negri est née à Bologne et a fait ses débuts de chanteuse à l'âge de 15 ans. Sa dernière prestation a été en 1744. La date et le lieu de sa mort sont inconnus. Dans sa jeunesse, sa voix était réputée pour son agilité et sa tessiture étendue.

## La vie et la carrière
Maria Caterina Negri est née à Bologne fille d'Antonio Negri et de son épouse Teresa Maranelli. On sait peu de choses sur ses années de  jeunesse et sa formation. Cependant, d'après François-Joseph Fétis, elle aurait étudié à Bologne auprès du castrat Antonio Pasi.  
Elle a à peine 15 ans lorsqu'elle fait ses débuts au Teatro Formagliari à Bologne pendant la saison de carnaval de 1719 dans les opéras  Il trionfo di Camilla de Giovanni Bononcini et La Partenope de Luca Antonio Predieri (1668–1767). Elle chante ensuite pour plusieurs théâtres d'opéra en Italie jusqu'en 1724, quand elle rejoint la compagnie d'Antonio Denzio (en) (1689 – après 1763) qui  se produit au théâtre de Franz Anton von Sporck à Prague.
Elle revient en Italie en 1727 et chante au Teatro Sant'Angelo de Venise dans des opéras de Vivaldi pendant deux saisons. Selon Egidio Pozzi, biographe de Vivaldi, elle est connue pour son tempérament explosif, que ce soit à la ville ou sur scène. L'année précédente, à Prague, son litige avec l'impresario du théâtre Sporck se termine par des démélés avec la police qui arrive chez elle en la menaçant d'arrestation pour violation de contrat. A Venise, Vivaldi lui confie les rôles du tyran Arsace dans Rosilena ed Oronta et de Bradamante dans Orlando furioso (elle reprendra ce même dernier rôle, six ans plus tard dans l'Alcina de Haendel).  Elle se produit dans différentes villes d'Italie pendant cinq ans, ainsi qu'à Francfort en 1732 ; elle y chante lors de la création du Siface re di Numidie de Giuseppe Maria Nelvi (1698–1756).
De l'automne 1733 jusqu'à l'été 1737, elle travaille à Londres pour la compagnie d'opéra de Haendel, tout d'abord au King's Theatre puis au Théâtre Royal (Covent Garden). En tant que seconda donna elle apparaît dans de nombreux opéras, des oratorios, et des feste teatrali. Elle retourne ensuite en Italie, où elle continue à chanter, et se produit également à Lisbonne en janvier 1740. Sa dernière prestation a lieu à Bologne en août 1744 dans Gli sponsali di Enea de Lorenzo Gibelli (1718–1812). On perd ensuite sa trace et même sa date de décès est inconnue. 
Selon le musicologue Giovanni Andrea Sechi, le dessin d'Anton Maria Zanetti (1680-1767) représentant une chanteuse en travesti et intitulé  « La Negri » (voir l'image à droite) serait probablement un portrait de Maria Caterina Negri et non, comme on le pensait auparavant, celui de la soprano Antonia Negri Tomii (alias « La Mestrina »).

## Rôles créés
- Elvira dans La fede ne' tradimenti de Giuseppe Maria Buini  (Teatro dell'Accademia dei Remoti, Faenza, 26 mars 1723)[4][note 1]
- Bradamante dans Orlando furioso de Vivaldi (Teatro Sant'Angelo, Venise, novembre 1727)[5]
- Arsace dans Rosilena ed Oronta de Vivaldi (Teatro Sant'Angelo, Venise, janvier 1728)[6]
- Virate dans Siface re di Numidia de Giuseppe Maria Nelvi (Francfort, janvier 1732)[7]
- Carilda dans Arianna in Creta de Haendel (King's Theatre, Londres, 26 janvier 1734)[8]
- Clori dans Il Parnasso in festa de Haendel (King's Theatre, Londres, 13 mars 1734)
- Filotete dans Oreste de Haendel (Théâtre Royal, Londres, 18 décembre 1734)
- Polinesso dans Ariodante de Haendel (Théâtre Royal, Londres, 8 janvier 1735)
- Bradamante dans Alcina de Haendel (Théâtre Royal, Londres, 16 avril 1735)
- Irene dans Atalanta de Haendel  (Théâtre Royal, Londres, 12 mai 1736)
- Tullio dans Arminio de Haendel (Théâtre Royal, Londres, 12 janvier 1737)
- Amanzio dans Giustino de Haendel  (Théâtre Royal, Londres, 16 février 1737)
- Arsace dans Berenice de Haendel  (Théâtre Royal, Londres, 18 mai 1737)